# 奥古斯托·阿基奥
奥古斯托·阿基奥·高桥·多斯桑托斯（葡萄牙語：Augusto Akio Takahashi dos Santos，2000年12月12日—）是巴西男子滑板运动员，是巴西與日本混血。2022年世界滑板锦标赛男子碗池赛银牌得主、2023年泛美运动会男子碗池赛银牌得主、2024年夏季奥林匹克运动会男子碗池赛铜牌得主。